# Tomáš ǅadoň

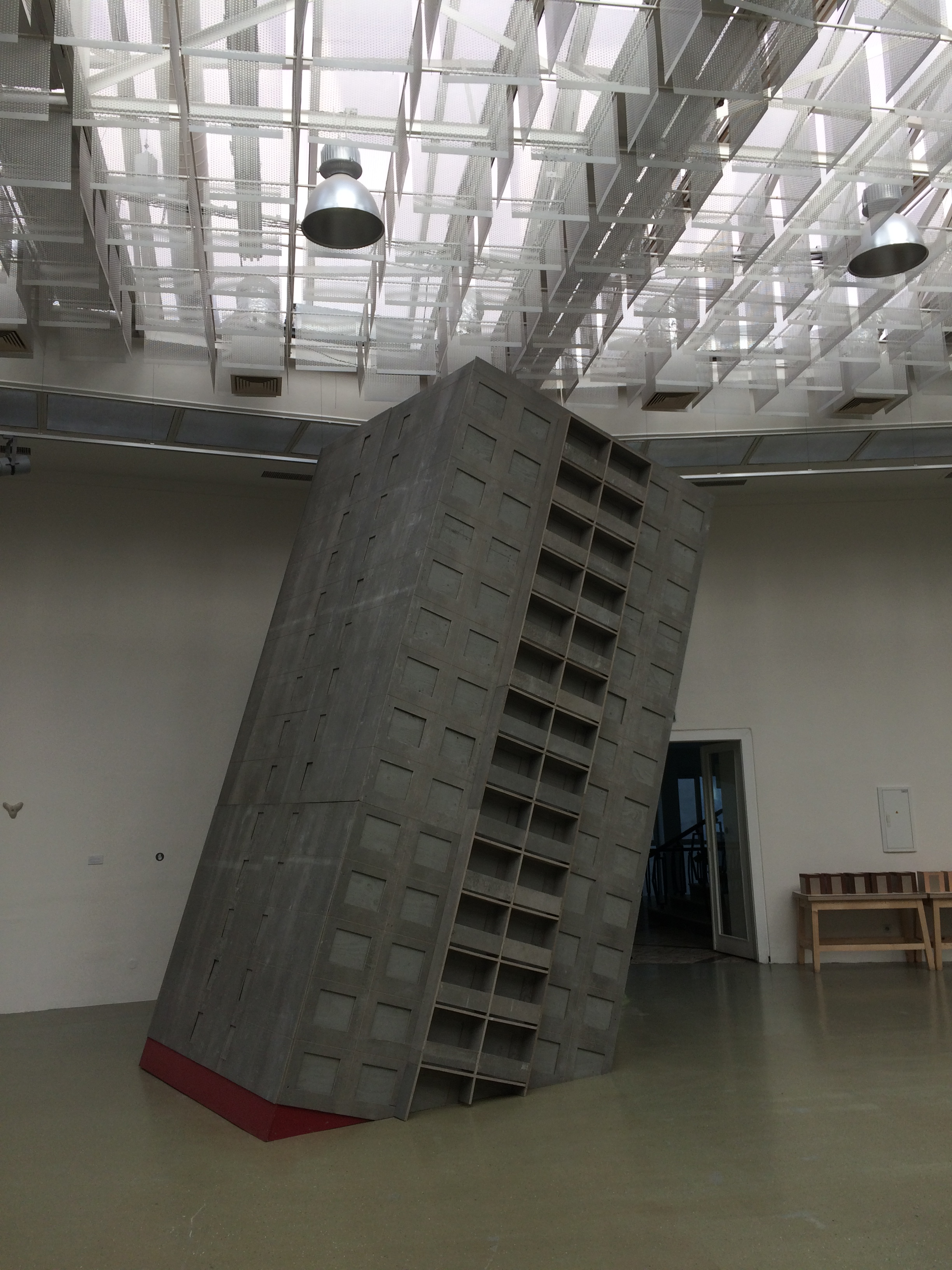
Tomáš ǅadoň, Kunsthalle Bratislava: Is it an attraction or is it tumbling down?, Besitz der Slowakischen Nationalgalerie

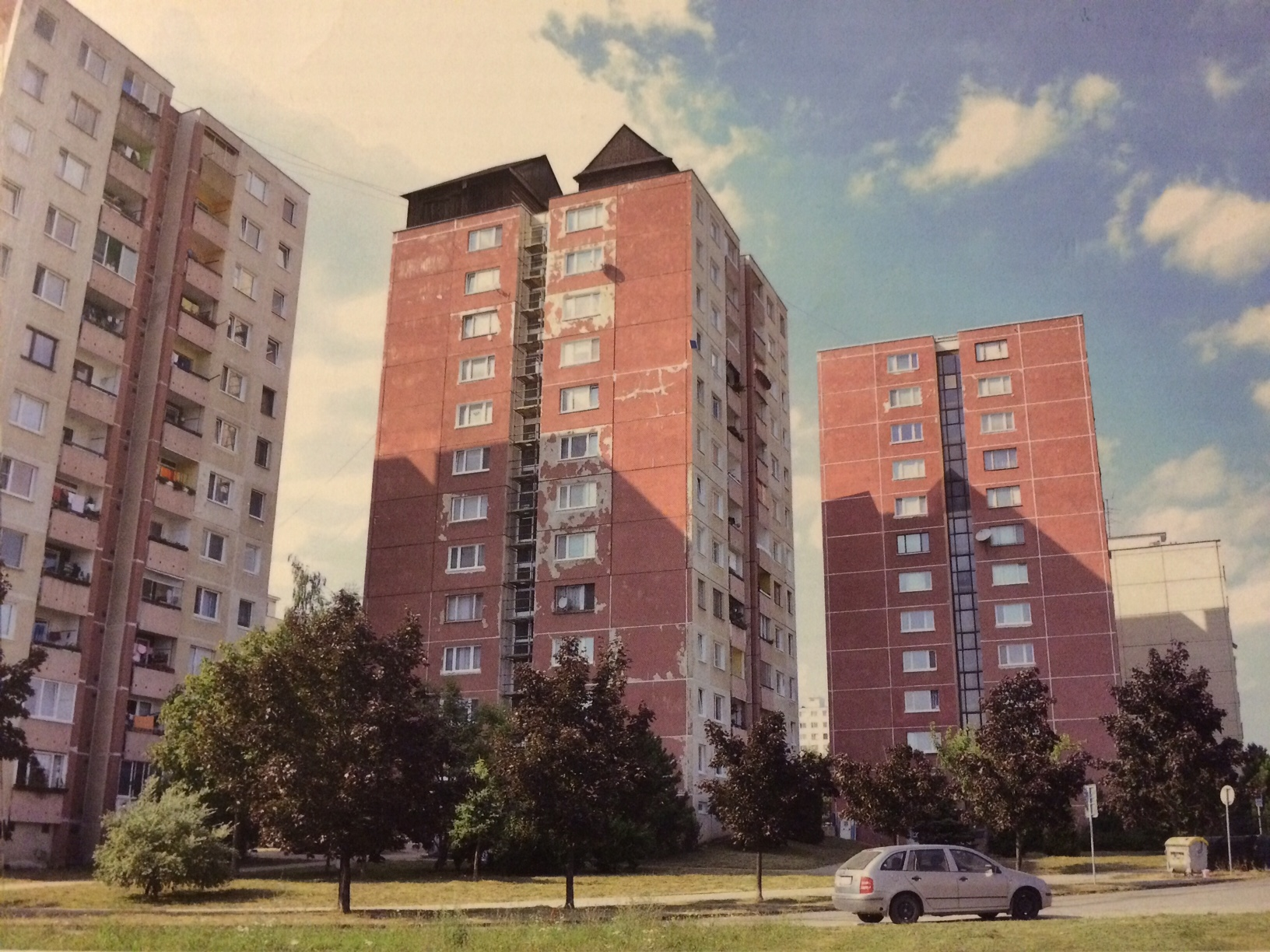
Tomáš Džadoň: Pamätník L'udovej Architektúry, Drevenica na Paneláku, Košice, 2013

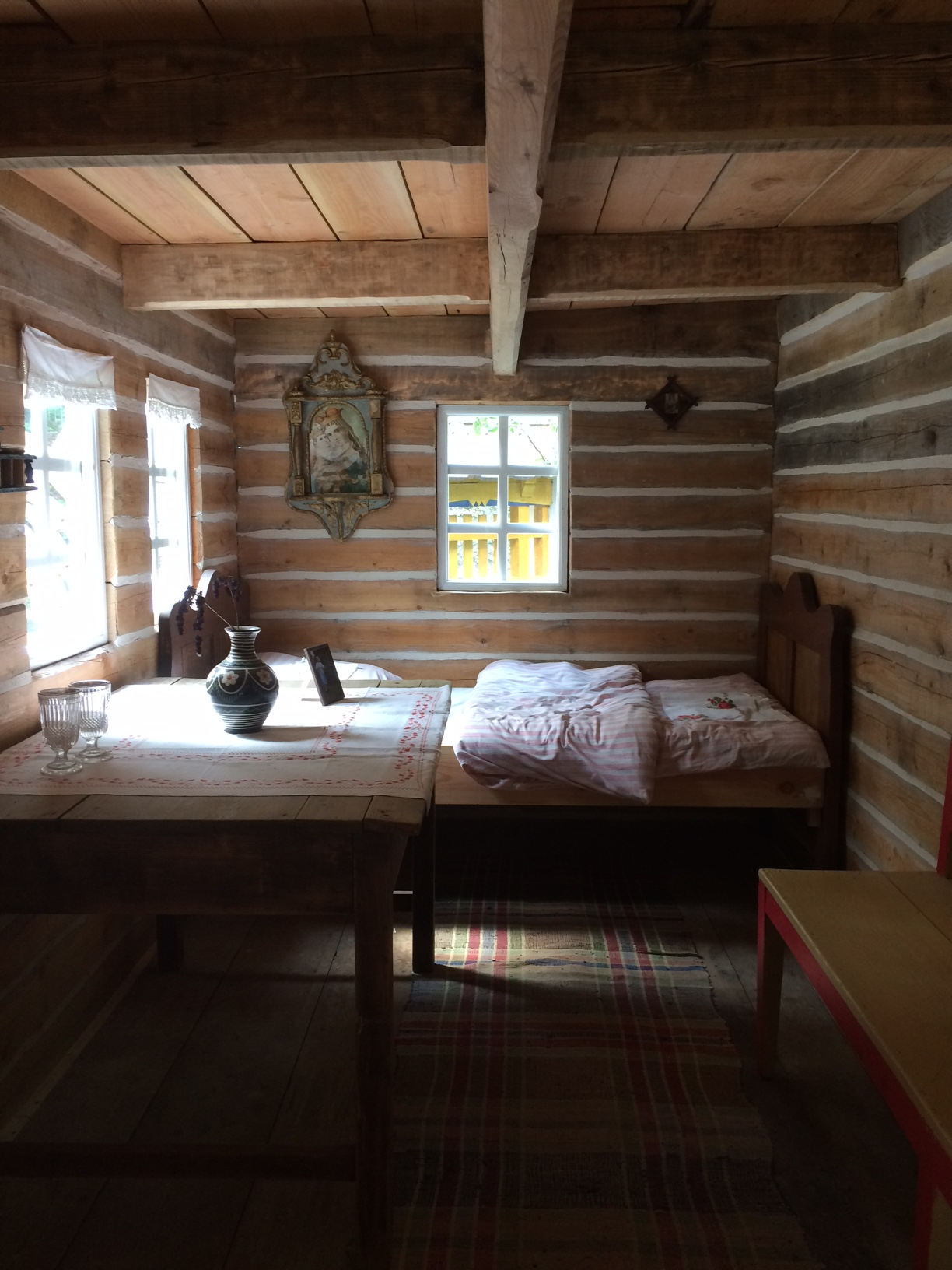
Tomáš Džadoň: Traditional Caravan, Brno, 2017

Tomáš ǅadoň (* 1981 in Poprad, Tschechoslowakei) ist ein slowakischer Künstler und Dozent an der Akademie der Bildenden Künste AVU in Prag. Europaweite Beachtung fand 2013 seine Installation Pamätník ľudovej architektúry (Folk Architecture Monument) in der ostslowakischen Stadt Košice, mit der er auch promovierte.

## Werdegang
ǅadoň studierte an der Akademie der Bildenden Künste in Prag. 2014 stellte er im gemeinsamen Pavillon von Tschechien und der Slowakei auf der Architekturbiennale Venedig aus.
Erhebliches Medienecho löste in Tschechien seine Einzelausstellung in der Villa Jurkovič in Brünn von April 2017 bis März 2018 aus. Im 1906 errichteten Wohnhaus des slowakischen Architekten Dušan Jurkovič, die zur Moravská galerie (Mährische Galerie) in Brünn gehört, darf jährlich nur ein Künstler ausstellen. ǅadoň zeigt dort Werke aus seiner gesamten bisherigen Schaffenszeit oder nimmt Bezug auf frühere Werke, weshalb die Ausstellung auch als Retrospektive aufgefasst wurde. Im Haus sind Zeichnungen, Gemälde, Fotografien und bildnerische Werke mit den für ihn typischen Motiven Ziegen, Speck, Plattenbauten zu sehen. Im Garten steht der tradiční karavan (traditional caravan). Ein Bauwagen, im Stil eines Bauernhauses aus Holz errichtet; der Innenraum ist bis ins Detail einem typischen slowakischen Bauernzimmer nachempfunden. 
ǅadoň lehnte die Interpretation, dass es sich bei seiner Ausstellung in der Jurkovič-Villa um eine Retrospektive handelt, in einem Interview mit der tschechischen Kunstzeitschrift Art+Antiques ab. „Dann muss ich wohl schon tot sein, wenn das so wahrgenommen wird. Mir erschien es im Kontext der Villa einfach interessant, meine alten Sachen dorthin mitzubringen. Meine Themen sind denen von Jurkovič verwandt.“ ǅadoň erklärte, er habe die Villa beleben und ihre verschiedenen Nutzungen sichtbar machen wollen. Sie war nur von 1906 bis 1919 von Jurkovič und dessen Familie bewohnt worden. ǅadoň kritisierte, dass Spuren späterer Bewohner und Nutzer gelöscht worden seien. Die Idee seiner sogenannten Intervention sei es, die Besucher rätseln zu lassen, was zur Villa gehört und was er hinzugefügt habe. So entpuppen sich etwa die Bücher in einem Alkoven der Villa bei näherem Hinsehen als eine ganze Siedlung kleiner Plattenbauten aus Papier, die ǅadoň in den Regalen aufgestellt hat.

## Pamätník L'udovej Architektúry (Folk Architecture Monument)
Das Werk bestand von September 2013 bis Mai 2016 und war ein Beitrag zum Kulturhauptstadtjahr Košices 2013. ǅadoň errichtete drei traditionelle Bauernblockhäuser, wie sie für die Hohe Tatra typisch sind, auf einem 13 Stockwerke hohen Wohnhaus in Plattenbauweise. Die Bauernhäuser waren Originale, zwei davon aus dem Jahr 1902, eines von 1965. Da die Plattenbau-Siedlung Dargovských hrdinov auf einer Anhöhe liegt, war die Installation weithin zu sehen.

## Einordnung seines Werks
ǅadoňs Werk zeigt vielfältige biografische Bezüge, auf die er selbst hinweist. So ist er in einem Plattenbau mit Blick in die Hohe Tatra aufgewachsen. Das immer wiederkehrende Motiv der Ziegen erklärt er mit Erinnerungen an Sonntage bei seiner Großmutter auf dem Land, die Ziegen hielt. Gleiches gilt für das Motiv des Specks. Dieser wird auf dem Land etwa Besuchern zusammen mit einem Schnaps angeboten. Die Auseinandersetzung mit dem Begriff Heimat ist das prägende Thema in ǅadoňs Schaffen. Doch diese Heimat ist kein unveränderlicher, fester Ort mehr. Sie ist eher ein mobiler Erinnerungsschatz, der den nomadisch lebenden Großstadtmenschen begleitet. Auf humorvolle Art und mit ironischen Brechungen in seinem Werk distanziert sich ǅadoň dabei von einer bloßen Verklärung von Kindheitserinnerungen oder Heimatgefühlen. Typisch für sein Werk ist die positive Anerkennung der viel kritisierten Plattenbau-Architektur als Teil ebendieser Heimat, die er gleichberechtigt als ebenso ursprünglich darstellt, wie Bauwerke früherer Epochen.

## Auszeichnungen
- 2007 Erster Preis beim Essl Art Award
- 2009 Jindřich Chalupecky Award, Oskar Čepan Award, Cyprián Award